# Кереки
Кере́ки, аӈӄалҕакку (анкалгакку, самоназва) — «приморські люди», каракыкку (від чукотського керекіт) — малочисельна народність Півночі, що проживала в Беринґовському районі Чукотського АО Російської Федерації.

## Історія
Археологи виділяють давньокерецьку археологічну культуру (з першої половини I тисячоліття до н. е.), походження якої пов'язують із загальним протоескалеуто-ітельменським етнічним пластом (Н. Н. Діков).
До моменту приходу росіян на узбережжя Берингового моря (XVII століття) територія розселення кереків простиралася від Анадирського лиману до гирла Опуки (за археологічними даними, сліди давніх керецьких поселень простежуються також південніше — до мису Олюторський). Кереки займалися полюванням на морських ссавців та рибальством.
У XVIII столітті, під час жорстоких військових зіткнень між чукчами та коряками, кереки опинилися поміж двох вогнів: вони піддавалися нападам як чукчів, так і коряків, які вбивали дорослих чоловіків та забирали в рабство дітей та жінок. Кереки, що не були здатні чинити активний опір, намагалися сховатися в печерах. Наслідком втрат від військових набігів, а також від епідемій, що прокотилися краєм наприкінці XVIII століття, стало різке скорочення чисельності керецького етносу; В. В. Леонтьєв писав: «Не випадково багато дослідників вважали кереків найнещаснішим плем'ям на Північному сході».
Виділялися групи північних (наваринських, або мейнипільгинських, самоназва ыйулалҕакку — верхні) та південних (хатирських, самоназва иутылалҕакку — нижні) кереків. У XIX—XX століттях кереків зазвичай відносили до коряків. За переписом 1897 року нараховувалося 102 керека.
У XX столітті кереки були майже повністю асимільовані чукчами. В 1991 році керецькою розмовляли лише три людини: Іван Увагиргин (хатирський діалект), Микола Єтинкеу та Катерина Хаткана (мейнипільгинський діалект). У 2000 році кереки були включені до переліку корінних малочисельних народів Росії.

## Чисельність і територія
Термін «кереки» був упроваджений у науковий ужиток наприкінці XIX ст., але ще довго після цього кереків не розглядали як самостійну народність, не відокремлюючи їх від приморських осілих чукчів і трактуючи їхню мову як діалект чукотської або коряцької. Тому дані про їхню чисельність упродовж всього ХХ ст. були суперечливі.
Чисельність — близько 100 осіб (1959 р.), чисельність за даними Всеросійського перепису населення 2010 року — 4 особи. Проживали в кількох селищах окремими сім'ями змішано з чукчами, зазнали асиміляції з їхнього боку.
Низка ЗМІ розповсюдила інформацію, що 13 вересня 2024 року на російсько-українській війні в Курській області загинув 55-річний керек Іван Таймагар. За деякими даними, він міг бути останнім представником свого народу. Іван Таймагар за призовом служив у 810-ій окремій бригаді морської піхоти армії РФ. Згодом  інформація що Таймагар був останнім представником народності була спростована.

## Мова
Керецька мова належить до чукотсько-камчатської сім'ї. За даними 1991 року, тих, хто говорить керецькою, було всього троє. Усі вони були тримовними: крім рідної, володіли чукотською і російською.